# VCGamers
VCGamers（ヴイシーゲーマーズ）は、インドネシアに拠点を置くゲーム電子商取引プラットフォーム。売り手と買い手を結び付けて取引を行う、ゲーマー向けのゲーム内アイテムのマーケットプレイスとして設立された。

## 歴史
2021年6月4日にクローズドベータ版のマーケットプレイスが公開された。
2022年1月7日に、$VCGと呼ばれる暗号資産を公開し、取引を開始した。2022年3月9日に、暗号資産であるVCGamers（VCG）トークンも、INDODAXに上場された。
2022年4月、VCGamersはRANSエンターテインメントと協力して、RansVerseというメタバースプロジェクトを設立した。
2023年には、ブロックチェーン型ゲーム配信プラットフォーム「Launchpad」を開設した。